# Derobrachus leechi
Derobrachus leechi là một loài bọ cánh cứng trong họ Cerambycidae.